# Protoxyde

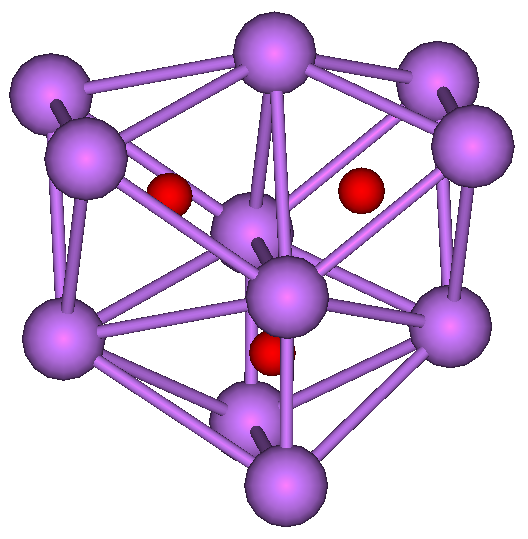
Cs11O3 cluster in Cesium suboxides

Le protoxyde d'un élément chimique est le composé le moins oxygéné parmi tous ceux qu'il peut former en se combinant avec l'oxygène.
L'emploi du terme protoxyde est cependant déconseillé dans la mesure où l'on peut découvrir un oxyde encore moins riche en oxygène que l'oxyde classiquement qualifié de protoxyde. Par exemple :
- on appelle protoxyde d'azote le composé N2O (oxyde de diazote) par référence aux autres oxydes « classiques » de l'azote, de formules brutes NO, N2O3, NO2 et N2O5, mais on connaît aujourd'hui un oxyde d'azote encore moins oxygéné, l'azoture de nitrosyle (en) de formule brute N4O ;
- le monoxyde de carbone CO est parfois appelé protoxyde de carbone par opposition au dioxyde CO2, mais on connaît aujourd'hui de nombreux oxydes du carbone moins riches en oxygène, de formules brutes C3O2, C4O3, C5O4, C2O, C3O et même C4O[1].